# Soucouyant
Una soucouyant, tra gli altri nomi, è una specie di strega mutaforma e capace di succhiare il sangue, presente nel folklore caraibico. 
Creature simili a vampiri dei Caraibi, nel folklore tradizionale africano ed europeo, le Soucouyant sono spesso rappresentate come donne che possono cambiare pelle di notte e volare come una palla di fuoco per trovare le loro vittime e prosciugarle del loro sangue, di solito attraverso i morsi nelle braccia, nelle gambe o nel collo.

## Mito
La soucouyant è un personaggio folcloristico che di giorno appare come una vecchia solitaria. Di notte si strappa la pelle rugosa e la mette in un mortaio. Sotto forma di palla di fuoco, vola attraverso il cielo scuro alla ricerca di una vittima. Il soucouyant può entrare nella casa della sua vittima attraverso buchi di qualsiasi dimensione, come crepe e serrature.
I soucouyants succhiano il sangue degli esseri umani dalle braccia, dal collo, dalle gambe e da altre regioni molli mentre dormono, lasciando segni neri e blu sul corpo al mattino. Se il soucouyant preleva troppo sangue, si ritiene che la vittima morirà e diventerà un soucouyant o perirà del tutto, lasciando che il suo assassino ne assuma la pelle. Il soucouyant pratica la magia nera. I soucouyants scambiano il sangue delle loro vittime con poteri malvagi con Bazil, il demone che risiede nell'albero del cotone. 
Per smascherare un soucouyant, si dovrebbe ammucchiare il riso intorno alla casa o all'incrocio del villaggio poiché la creatura sarà obbligata a raccogliere ogni chicco, chicco per chicco (un compito titanico da fare prima dell'alba) in modo da poter essere colta in flagrante. Per distruggerla bisogna mettere del sale grosso nel mortaio contenente la sua pelle così lei muore, incapace di rimettersi la pelle. 
La fede nei soucouyants è ancora conservata in una certa misura in Guyana, Suriname e in alcune isole dei Caraibi, tra cui Dominica, Haiti e Trinidad. Molte isole dei Caraibi hanno rappresentazioni teatrali sul soucouyant e su molti altri personaggi folcloristici. Alcuni di questi includono Trinidad, Grenada e Barbados.

## Origini
I soucouyants appartengono a una classe di spiriti chiamati jumbies. Alcuni credono che le soucouyant siano stati portati nei Caraibi dai paesi europei sotto forma di miti sui vampiri francesi. Queste credenze si mescolavano con quelle degli africani ridotti in schiavitù. 
Nelle Indie occidentali francesi, in particolare nelle isole di Guadalupa e Martinica, e anche in Suriname, il Soukougnan o Soukounian è una persona in grado di mutare la propria pelle per trasformarsi in una palla di fuoco vampirica. In generale, queste figure possono essere di qualsiasi genere ed età. 
Il termine "Loogaroo" usato anche per descrivere il soucouyant, forse deriva dalla parola francese per lupo mannaro: Loup-garou ; spesso confusi tra loro poiché si pronunciano allo stesso modo. Ad Haiti, quello che sarebbe considerato un lupo mannaro, si chiama jé-rouges ("occhi rossi").  Come ad Haiti, il Loogaroo è comune anche nella cultura mauriziana. 
Con il passare del tempo e i progressivi cambiamenti della storia, la soucouyant non viene più descritta esclusivamente come una donna anziana.

### Origini yoruba
Alle Bahamas esiste una cosa simile conosciuta come hag. La strega, uguale alla soucouyant ma con un nome diverso, è molto simile alla definizione tradizionale della strega yoruba, conosciuta come Aje. Molti bahamiani discendenti dagli Yoruba si riferivano alle vecchie donne congolesi come streghe che cambiano la pelle di notte e succhiano il sangue. Questo ha molti paralleli con lo Yoruba Aje con alcune differenze. Tra gli Yoruba, l'Aje lascia il suo corpo e si trasforma in un animale, ma la Strega cambia pelle e si trasforma in una palla di fuoco. Sia la Strega che l'Aje sono associati alle donne anziane, che lasciano i loro corpi dietro e succhiano il sangue. È probabile che l'origine della Strega e del soucouyant abbia un forte legame con l'Aje, o la strega del popolo Yoruba.
Per ulteriori informazioni sulla Megera delle Bahamas, leggi "Items of Folk-lore from Bahama Negroes di Clavel pubblicato nel 1904. I paralleli tra la Megera delle Bahamas e Yoruba furono fatti durante il 19º secolo da Alfred Burdon Ellis nel suo libro sulla Yoruba pubblicato nel 1894 Ma lo associava allo spirito dell'incubo yoruba, noto come Shigidi.
Per ulteriori informazioni sull'Aje yoruba, leggi Divining the self di Velma E Love, che descrive l'Aje come: "un cannibale succhiasangue, malvagio e terribile che si trasforma in un uccello di notte e vola in luoghi lontani, per tenere riunioni notturne". con le sue compagne streghe."
La megera delle Bahamas come descritta da Clavel: "quando una megera entra in casa tua, cambia sempre la sua pelle. Quando la vedi per la prima volta, appare come la fiamma di una candela che fluttua qua e là; in qualche modo, ti fa addormentare, e riprende il suo corpo (ma senza la pelle); poi si sdraia su di te, e succhia ogni goccia di sangue che Dio ha messo in te." Ci sono più riferimenti alla Strega delle Bahamas in Folk-tales of Andros Island, Bahamas, pubblicato nel 1918 da Elsie Clews Parsons che sono gli stessi della versione di Clavel del 1904, ma le Streghe possono anche essere uomini.

## Nella cultura popolare
- Nel romanzo Demon Dance di Keri Arthur, una coppia di soucouyant sono i protagonisti negativi.
- In Greedy Choke Puppy, un racconto di Nalo Hopkinson , un soucouyant racconta parte della storia.
- Il libro di Hopkinson Brown Girl in the Ring presenta anche un soucouyant, che viene ritardato dal suo scopo di consumare sangue da un altro personaggio che lascia cadere i chicchi di riso sul pavimento, costringendo il soucouyant a raccoglierli prima di procedere.
- La Soucouyant appare anche nella serie televisiva Sleepy Hollow, nell'episodio della terza stagione "La dama rossa dai Caraibi"